# Weekend
 For alternative betydninger, se Weekend (flertydig). (Se også artikler, som begynder med Weekend)
Weekend er et engelsk låneord for ugeafslutning (week = uge og end = slut) og består af ugedagene lørdag og søndag.  Undertiden opfattes den del af fredag der ligger efter fyraften, som en del af weekenden.
Oprindeligt var "weekend" et ord fra den lokale dialekt i Staffordshire. Ordet blev første gang registreret i det engelske sprog i tidsskriftet Notes & Queries i 1879: "I Staffordshire siger man, at når en person rejser hjemmefra ved arbejdsugens slutning lørdag eftermiddag, og skal være hos venner et stykke borte lørdag aften og søndag, skal han tilbringe weekenden der." Men først i 1890’erne blev ordet alment forstået som et udtryk for lørdag aften og søndag.